# 2009-es Formula–1 német nagydíj
A német nagydíj volt a 2009-es Formula–1 világbajnokság kilencedik futama, amelyet 2009. július 10. és július 12. között rendeztek meg a németországi Nürburgringen, Nürburgban.

## Szabadedzések

### Első szabadedzés
A német nagydíj első szabadedzését július 10-én, pénteken délelőtt tartották, közép-európai idő szerint 10:00 és 11:30 óra között. Az első helyen Mark Webber végzett, Jenson Buttont és Felipe Massát megelőzve.

| Helyezés | Versenyző            | Csapat/Motor         | Elért idő | Különbség | Futott kör |
| -------- | -------------------- | -------------------- | --------- | --------- | ---------- |
| 1        | Mark Webber          | Red Bull-Renault     | 1:33,082  | –         | 19         |
| 2        | Jenson Button        | Brawn-Mercedes       | 1:33,463  | + 0,381   | 18         |
| 3        | Felipe Massa         | Ferrari              | 1:33,745  | + 0,663   | 21         |
| 4        | Jarno Trulli         | Toyota               | 1:33,795  | + 0,713   | 23         |
| 5        | Giancarlo Fisichella | Force India-Mercedes | 1:33,839  | + 0,757   | 26         |
| 6        | Kimi Räikkönen       | Ferrari              | 1:33,840  | + 0,758   | 23         |
| 7        | Nico Rosberg         | Williams-Toyota      | 1:33,902  | + 0,820   | 26         |
| 8        | Sebastian Vettel     | Red Bull-Renault     | 1:33,909  | + 0,827   | 13         |
| 9        | Nakadzsima Kazuki    | Williams-Toyota      | 1:33,952  | + 0,870   | 25         |
| 10       | Fernando Alonso      | Renault              | 1:34,148  | + 1,066   | 16         |
| 11       | Nick Heidfeld        | BMW Sauber           | 1:34,221  | + 1,139   | 25         |
| 12       | Rubens Barrichello   | Brawn-Mercedes       | 1:34,227  | + 1,145   | 17         |
| 13       | Lewis Hamilton       | McLaren-Mercedes     | 1:34,483  | + 1,401   | 14         |
| 14       | Robert Kubica        | BMW Sauber           | 1:34,694  | + 1,612   | 23         |
| 15       | Nelson Piquet Jr.    | Renault              | 1:34,738  | + 1,656   | 24         |
| 16       | Sébastien Bourdais   | Toro Rosso-Ferrari   | 1:34,827  | + 1,745   | 27         |
| 17       | Sébastien Buemi      | Toro Rosso-Ferrari   | 1:34,878  | + 1,796   | 28         |
| 18       | Heikki Kovalainen    | McLaren-Mercedes     | 1:34,893  | + 1,811   | 26         |
| 19       | Timo Glock           | Toyota               | 1:34,911  | + 1,829   | 23         |
| 20       | Adrian Sutil         | Force India-Mercedes | 1:35,092  | + 2,010   | 6          |

### Második szabadedzés
A német nagydíj második szabadedzését július 10-én, pénteken tartották, közép-európai idő szerint 14:00 és 15:30 óra között, amelyet Lewis Hamilton nyert meg. A második helyet Sebastian Vettel szerezte meg, míg Jenson Button harmadik lett.
| Helyezés | Versenyző            | Csapat/Motor         | Elért idő | Különbség | Futott kör |
| -------- | -------------------- | -------------------- | --------- | --------- | ---------- |
| 1        | Lewis Hamilton       | McLaren-Mercedes     | 1:32,149  | –         | 23         |
| 2        | Sebastian Vettel     | Red Bull-Renault     | 1:32,331  | + 0,182   | 31         |
| 3        | Jenson Button        | Brawn-Mercedes       | 1:32,369  | + 0,220   | 32         |
| 4        | Mark Webber          | Red Bull-Renault     | 1:32,480  | + 0,331   | 28         |
| 5        | Jarno Trulli         | Toyota               | 1:32,511  | + 0,362   | 32         |
| 6        | Adrian Sutil         | Force India-Mercedes | 1:32,585  | + 0,436   | 32         |
| 7        | Rubens Barrichello   | Brawn-Mercedes       | 1:32,664  | + 0,515   | 26         |
| 8        | Fernando Alonso      | Renault              | 1:32,774  | + 0,625   | 24         |
| 9        | Nakadzsima Kazuki    | Williams-Toyota      | 1:32,872  | + 0,723   | 32         |
| 10       | Nelson Piquet Jr.    | Renault              | 1:32,992  | + 0,843   | 29         |
| 11       | Nick Heidfeld        | BMW Sauber           | 1:33,012  | + 0,863   | 36         |
| 12       | Felipe Massa         | Ferrari              | 1:33,052  | + 0,903   | 34         |
| 13       | Nico Rosberg         | Williams-Toyota      | 1:33,128  | + 0,979   | 34         |
| 14       | Robert Kubica        | BMW Sauber           | 1:33,161  | + 1,012   | 28         |
| 15       | Timo Glock           | Toyota               | 1:33,172  | + 1,023   | 34         |
| 16       | Kimi Räikkönen       | Ferrari              | 1:33,182  | + 1,033   | 29         |
| 17       | Heikki Kovalainen    | McLaren-Mercedes     | 1:33,724  | + 1,575   | 27         |
| 18       | Sébastien Buemi      | Toro Rosso-Ferrari   | 1:33,903  | + 1,754   | 30         |
| 19       | Sébastien Bourdais   | Toro Rosso-Ferrari   | 1:34,025  | + 1,876   | 30         |
| 20       | Giancarlo Fisichella | Force India-Mercedes | 1:38,877  | + 6,728   | 3          |

### Harmadik szabadedzés
A német nagydíj harmadik szabadedzését július 11-én, szombaton délelőtt tartották, közép-európai idő szerint 11:00 és 12:00 óra között. Az edzést Lewis Hamilton nyerte meg, Fernando Alonso és Felipe Massa előtt.
| Helyezés | Versenyző            | Csapat/Motor         | Elért idő | Különbség | Futott kör |
| -------- | -------------------- | -------------------- | --------- | --------- | ---------- |
| 1        | Lewis Hamilton       | McLaren-Mercedes     | 1:31,121  | –         | 16         |
| 2        | Fernando Alonso      | Renault              | 1:31,340  | + 0,219   | 18         |
| 3        | Felipe Massa         | Ferrari              | 1:31,351  | + 0,230   | 20         |
| 4        | Sebastian Vettel     | Red Bull-Renault     | 1:31,542  | + 0,421   | 17         |
| 5        | Mark Webber          | Red Bull-Renault     | 1:31,610  | + 0,489   | 16         |
| 6        | Kimi Räikkönen       | Ferrari              | 1:31,615  | + 0,494   | 19         |
| 7        | Jarno Trulli         | Toyota               | 1:31,620  | + 0,499   | 23         |
| 8        | Nico Rosberg         | Williams-Toyota      | 1:31,690  | + 0,569   | 20         |
| 9        | Nakadzsima Kazuki    | Williams-Toyota      | 1:31,731  | + 0,610   | 20         |
| 10       | Nick Heidfeld        | BMW Sauber           | 1:31,928  | + 0,807   | 21         |
| 11       | Jenson Button        | Brawn-Mercedes       | 1:32,009  | + 0,888   | 22         |
| 12       | Timo Glock           | Toyota               | 1:32,022  | + 0,901   | 20         |
| 13       | Adrian Sutil         | Force India-Mercedes | 1:32,104  | + 0,983   | 20         |
| 14       | Rubens Barrichello   | Brawn-Mercedes       | 1:32,124  | + 1,003   | 13         |
| 15       | Giancarlo Fisichella | Force India-Mercedes | 1:32,135  | + 1,014   | 21         |
| 16       | Nelson Piquet Jr.    | Renault              | 1:32,223  | + 1,102   | 15         |
| 17       | Sébastien Buemi      | Toro Rosso-Ferrari   | 1:32,239  | + 1,118   | 23         |
| 18       | Robert Kubica        | BMW Sauber           | 1:32,269  | + 1,148   | 20         |
| 19       | Heikki Kovalainen    | McLaren-Mercedes     | 1:32,742  | + 1,621   | 18         |
| 20       | Sébastien Bourdais   | Toro Rosso-Ferrari   | 1:32,883  | + 1,762   | 21         |

## Időmérő edzés
A német nagydíj időmérő edzése július 11-én, szombaton, közép-európai idő szerint 14:00-kor kezdődött. A pole-pozíciót Mark Webber szerezte meg, a második rajtkockából Rubens Barrichello rajtolhat, míg Jenson Button a harmadik helyről kezdheti meg a futamot.

### Első rész
Már az időmérő első részére esőt jósoltak, ezért mindenki azonnal kihajtott a pályára. Lewis Hamilton autója új elemekkel érkezett a versenyre (motorborítás, padlólemez és első szárny), amelyeknek köszönhetően egy ideig 1:31,473-es idejével az élen állt. Szinte mindenki lágy keverékű gumival volt a pályán, kivéve a Red Bull Racing pilótáit, akiknek a keményebb abroncsokat rakták fel. Sebastian Vettel át is vette a vezetést, őt Fernando Alonso követte, annak ellenére, hogy a spanyolt Timo Glock feltartotta, miközben a Veedol-sikánban kicsúszása után a német ismét a pályára hajtott. Négy perccel az első szakasz vége előtt jelentek meg az első esőcseppel. Ekkor Glock új slick gumikat kapott, és még egy gyors kört tehetett meg, de így sem sikerült számára a továbbjutás. Mark Webber a tizenkettedik percben futotta meg a leggyorsabb kört, 1:31,257-et. A kiesők Robert Kubica, Sébastien Buemi, Giancarlo Fisichella, Timo Glock és Sébastien Bourdais voltak.

### Második rész
Az időmérő esőben folytatódott, így mindenki minél előbb gyors kört akart futni, de már a felvezető körön elkezdett zuhogni, ezért sokan megcsúsztak a slick gumikon. Ezután egyedül Webber nem hajtott a bokszutcában intermediate-abroncsokért, ő elindult még egy körre, de nem fejezte be. Az élen szinte állandóan váltották egymást a versenyzők, mert a pálya kezdett felszáradni, ám hamarosan ismét eleredt az eső. A Brawn GP-nél eközben felrakták a lágy gumikat, és Barrichello futott is egy 1:34,469-es, majd egy még jobb kört, amellyel magabiztosan nyerte meg a második szakaszt. Nagy meglepetésre mögötte Nelson Piquet Jr és Adrian Sutil végzett. Nick Heidfeld, Fernando Alonso, Nakadzsima Kadzuki, Jarno Trulli és Nico Rosberg számára fejezödött be az első rajtkockáért vívható küzdelem.

### Harmadik rész
A harmadik részben már egyáltalán nem esett az eső, ezért senki nem sietett kihajtani a boxutcából. Először Button állt az élre, majd félidőnél csapattársa állt az élre. Sutil hosszú ideig negyedik volt, akit Massának nem sikerült megvernie. Hamilton a tizedik pozícióból felugrott az ötödikbe. Az utolsó pillanatokban még sokan gyors körüket teljesítették, amelynek eredményeként Webber megszerezte Formula–1-es pályafutása első pole-pozícióját, 1:32,230-es idővel. Az ausztrál mögé Barrichello, Button, Vettel, Hamilton, Kovalainen, Sutil, Massa, Räikkönen és Piquet sorakozhat fel a rajtrácson.

### Az edzés végeredménye
| Helyezés | Versenyző            | Csapat/Motor         | 1. rész  | 2. rész  | 3. rész  |
| -------- | -------------------- | -------------------- | -------- | -------- | -------- |
| 1        | Mark Webber          | Red Bull-Renault     | 1:31.257 | 1:38.038 | 1:32.230 |
| 2        | Rubens Barrichello   | Brawn-Mercedes       | 1:31.482 | 1:34.455 | 1:32.357 |
| 3        | Jenson Button        | Brawn-Mercedes       | 1:31.568 | 1:39.032 | 1:32.473 |
| 4        | Sebastian Vettel     | Red Bull-Renault     | 1:31.430 | 1:39.504 | 1:32.480 |
| 5        | Lewis Hamilton       | McLaren-Mercedes     | 1:31.473 | 1:39.149 | 1:32.616 |
| 6        | Heikki Kovalainen    | McLaren-Mercedes     | 1:31.881 | 1:40.826 | 1:33.859 |
| 7        | Adrian Sutil         | Force India-Mercedes | 1:32.015 | 1:36.740 | 1:34.316 |
| 8        | Felipe Massa         | Ferrari              | 1:31.600 | 1:41.708 | 1:34.574 |
| 9        | Kimi Räikkönen       | Ferrari              | 1:31.869 | 1:41.730 | 1:34.710 |
| 10       | Nelson Piquet Jr.    | Renault              | 1:32.128 | 1:35.737 | 1:34.803 |
| 11       | Nick Heidfeld        | BMW Sauber           | 1:31.771 | 1:42.310 |          |
| 12       | Fernando Alonso      | Renault              | 1:31.302 | 1:42.318 |          |
| 13       | Nakadzsima Kazuki    | Williams-Toyota      | 1:31.884 | 1:42.500 |          |
| 14       | Jarno Trulli         | Toyota               | 1:31.760 | 1:42.771 |          |
| 15       | Nico Rosberg         | Williams-Toyota      | 1:31.598 | 1:42.859 |          |
| 16       | Robert Kubica        | BMW Sauber           | 1:32.190 |          |          |
| 17       | Sébastien Buemi      | Toro Rosso-Ferrari   | 1:32.251 |          |          |
| 18       | Giancarlo Fisichella | Force India-Mercedes | 1:32.402 |          |          |
| 19       | Sébastien Bourdais   | Toro Rosso-Ferrari   | 1:33.559 |          |          |
| Box      | Timo Glock           | Toyota               | 1:32.423 |          |          |

* Timo Glock háromhelyes rajtbüntetést kapott Fernando Alonso feltartásáért, így az utolsó helyre sorolták, de a német a boxutcából kezdte meg a versenyt.

## Futam
A német nagydíj futama július 12-én, vasárnap, közép-európai idő szerint 14:00 órakor rajtolt.
| Helyezés | Rajtszám | Versenyző            | Csapat/Motor         | Futott kör | Idő/Kiesés oka | Rajthely | Pont |
| -------- | -------- | -------------------- | -------------------- | ---------- | -------------- | -------- | ---- |
| 1        | 14       | Mark Webber          | Red Bull-Renault     | 60         | 1h36:43,310    | 1        | 10   |
| 2        | 15       | Sebastian Vettel     | Red Bull-Renault     | 60         | + 9,252        | 4        | 8    |
| 3        | 3‡       | Felipe Massa         | Ferrari              | 60         | + 15,906       | 8        | 6    |
| 4        | 16       | Nico Rosberg         | Williams-Toyota      | 60         | + 21,099       | 15       | 5    |
| 5        | 22       | Jenson Button        | Brawn-Mercedes       | 60         | + 23,609       | 3        | 4    |
| 6        | 23       | Rubens Barrichello   | Brawn-Mercedes       | 60         | + 24,468       | 2        | 3    |
| 7        | 7        | Fernando Alonso      | Renault              | 60         | + 24,888       | 12       | 2    |
| 8        | 2‡       | Heikki Kovalainen    | McLaren-Mercedes     | 60         | + 58,692       | 6        | 1    |
| 9        | 10       | Timo Glock           | Toyota               | 60         | + 1:01,457     | Box      |      |
| 10       | 6        | Nick Heidfeld        | BMW Sauber           | 60         | + 1:01,925     | 11       |      |
| 11       | 21       | Giancarlo Fisichella | Force India-Mercedes | 60         | + 1:02,327     | 18       |      |
| 12       | 17       | Nakadzsima Kazuki    | Williams-Toyota      | 60         | + 1:02,876     | 12       |      |
| 13       | 8        | Nelson Piquet Jr.    | Renault              | 60         | + 1:08,328     | 10       |      |
| 14       | 5        | Robert Kubica        | BMW Sauber           | 60         | + 1:09,555     | 14       |      |
| 15       | 20       | Adrian Sutil         | Force India-Mercedes | 60         | + 1:11,941     | 7        |      |
| 16       | 12       | Sébastien Buemi      | Toro Rosso-Ferrari   | 60         | + 1:30,225     | 17       |      |
| 17       | 9        | Jarno Trulli         | Toyota               | 60         | + 1:30,970     | 14       |      |
| 18       | 1        | Lewis Hamilton‡      | McLaren-Mercedes     | 59         | + 1 kör        | 5        |      |
| Ki       | 4‡       | Kimi Räikkönen       | Ferrari              | 34         | Műszaki hiba   | 9        |      |
| Ki       | 11       | Sébastien Bourdais   | Toro Rosso-Ferrari   | 18         | Hidraulika     | 19       |      |

* A ‡-tel jelzett autók használták a KERS-t.

## A világbajnokság állása a verseny után
| H   | Versenyzők         | Pont | H   | Konstruktőrök        | Pont |
| --- | ------------------ | ---- | --- | -------------------- | ---- |
| 1.  | Jenson Button      | 68   | 1.  | Brawn-Mercedes       | 112  |
| 2.  | Sebastian Vettel   | 47   | 2.  | Red Bull-Renault     | 92,5 |
| 3.  | Mark Webber        | 45,5 | 3.  | Toyota               | 34,5 |
| 4.  | Rubens Barrichello | 44   | 4.  | Ferrari              | 32   |
| 5.  | Felipe Massa       | 22   | 5.  | Williams-Toyota      | 20,5 |
| 6.  | Jarno Trulli       | 21,5 | 6.  | McLaren-Mercedes     | 14   |
| 7.  | Nico Rosberg       | 20,5 | 7.  | Renault              | 13   |
| 8.  | Timo Glock         | 13   | 8.  | BMW Sauber           | 8    |
| 9.  | Fernando Alonso    | 13   | 9.  | Toro Rosso-Ferrari   | 5    |
| 10. | Kimi Räikkönen     | 10   | 10. | Force India-Mercedes | 0    |

## Statisztikák
Vezető helyen:
- Rubens Barrichello: 25 (1-14 / 22-32)
- Heikki Kovalainen: 1 (15)
- Mark Webber: 30 (16-18 / 33-42 / 44-60)
- Felipe Massa: 3 (19-21)
- Sebastian Vettel: 1 (43)

Mark Webber első győzelme, 1. pole-pozíciója, Fernando Alonso 12. leggyorsabb köre.
- Red Bull 3. győzelme.
- Felipe Massa első dobogója a szezonban.
- Sébastien Bourdais utolsó versenye.